# معبد اللوتس

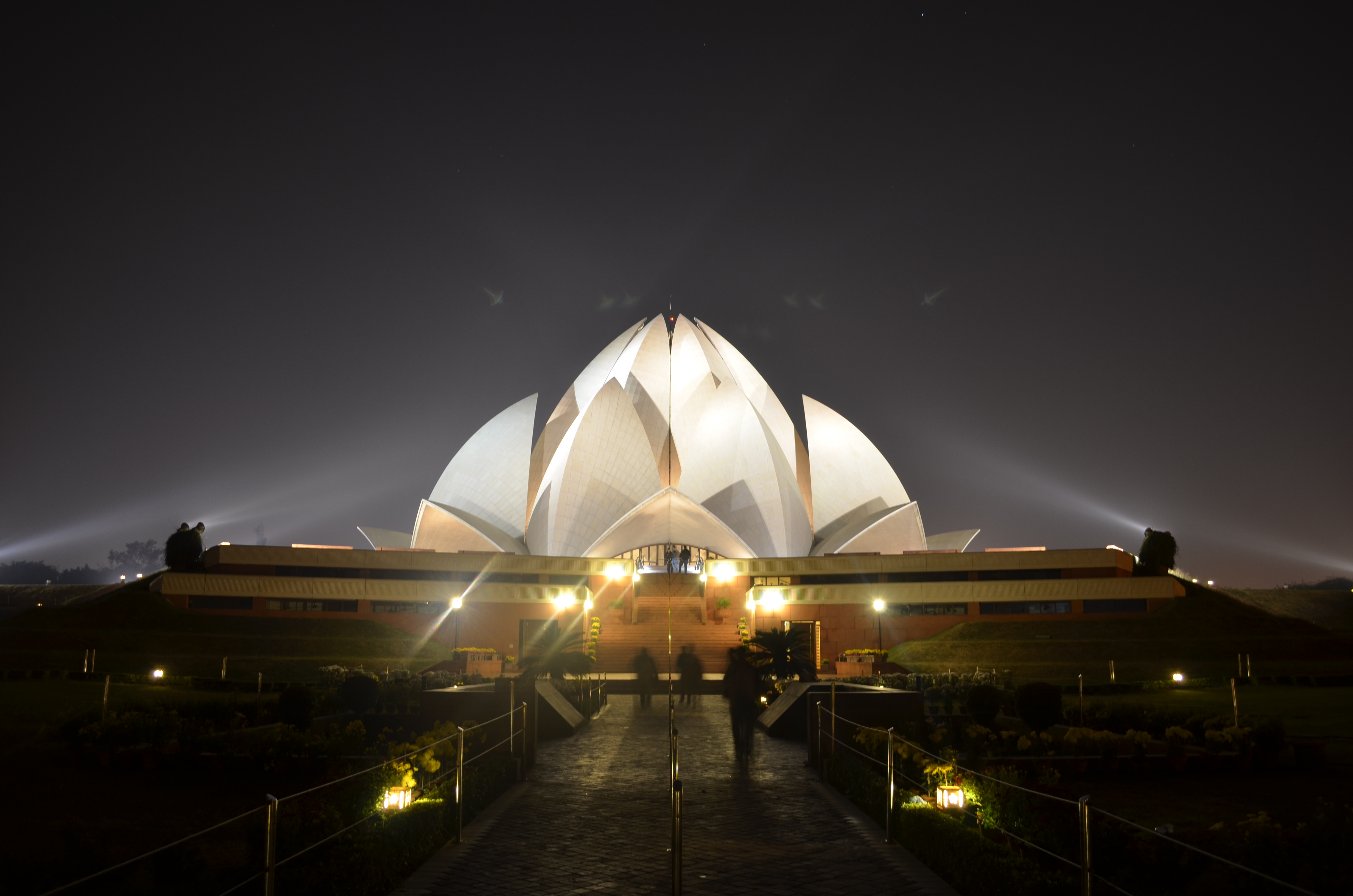

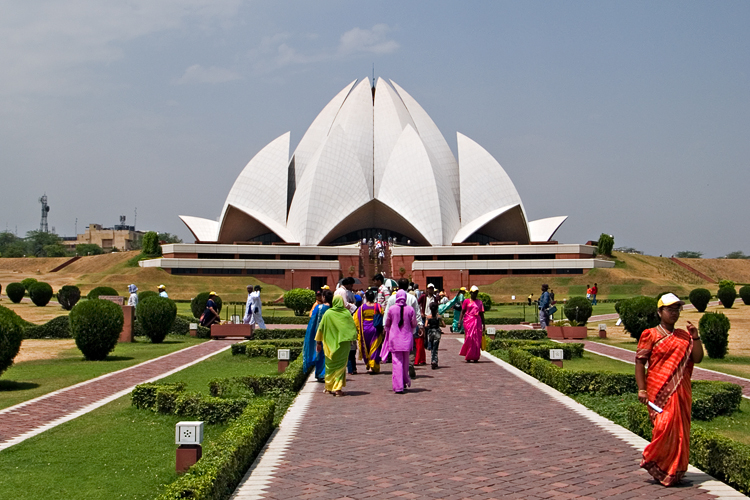

معبد اللوتس ، هو معبد يقع في دلهي في الهند، يعتبر واحداً من أهم مشارق الأذكار الثمانية عند البهائيين، وكذلك يعتبر المعبد الأم في جنوب آسيا. يفتح هذا المعلم أمام كل الأديان والعقائد، وبعيداً عن الطابع الديني للمعلم، حصل المعبد على عدة جوائز هندسية وطنياً ودولياً.

## البناء
على أرض مكتسبة منذ 1953، المهندس المعماري الإيراني فاريبورز صهبا، أنشأ لجمعية بهائية هندية معبدا في شكل زهرة اللوتس، رمز النقاء، حيث ترتبط إرتباطاً وثيقاً بالروح الدينية في الهند.

بدأت أعمال البناء في 1980، وانتهت الأشغال في 24 ديسمبر 1986، ورسمياً خُصِّصَ المبنى لإله واحد، لوحدة الدين والإنسانية.

## المواصفات

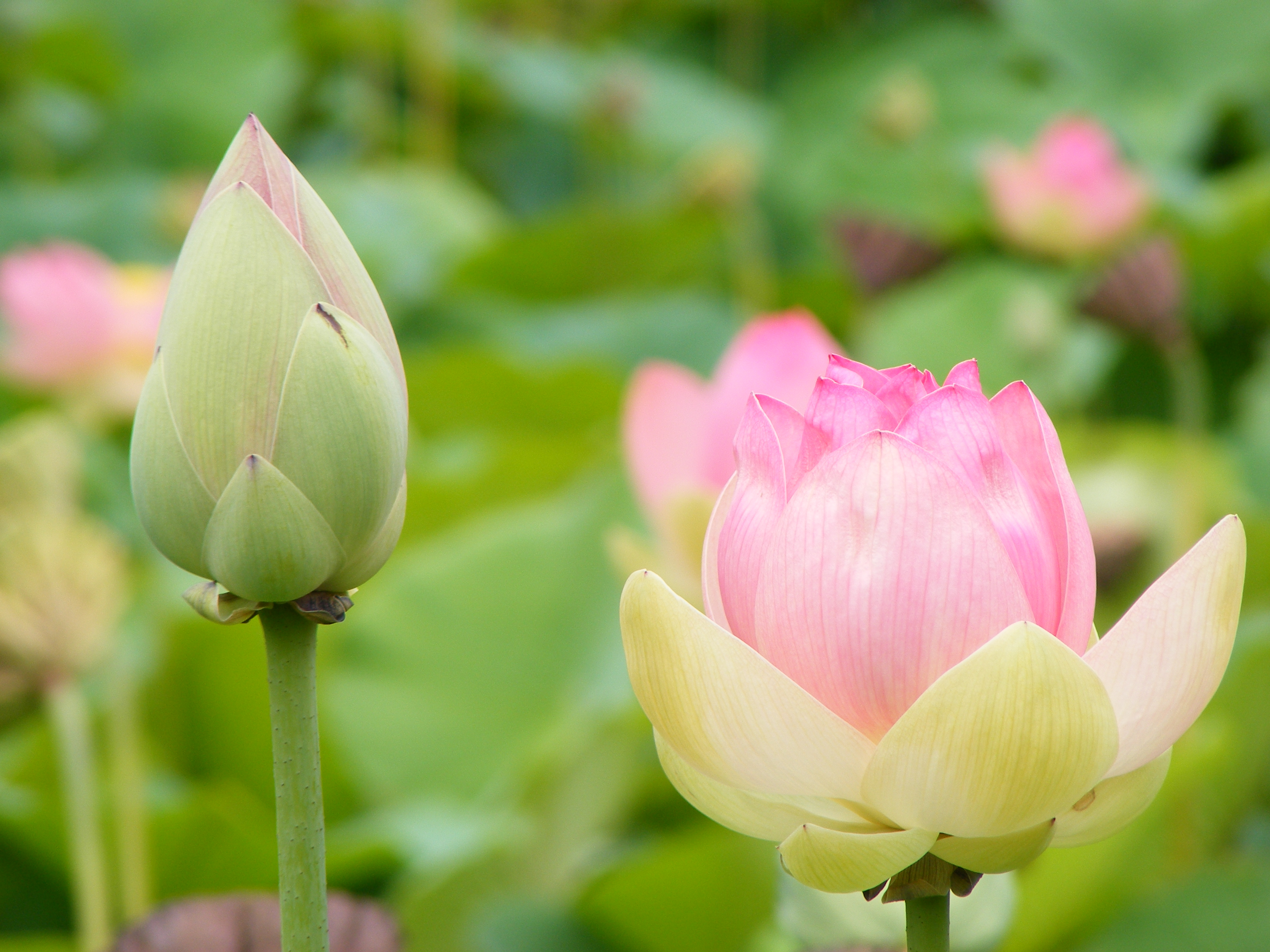
زهرتا لوتس، واحدة مغلقة والأخرى مفتوحة

تم تصميم المبنى على شكل زهرة اللوتس أثناء إنفتاحها، حيث يتألف المعلم من 27 بتلة على 9 جهات يغطيها الرخام.

الفضاء الداخلي للمعبد يتسع لحوالي 1300 شخص. فقط الكتب المقدسة البهائية وغيرها من الوحي الإلهي السابق القريب من البهائية يمكن قراءته علناً أو يُتلى في قاعة الصلاة الرئيسية.

في الداخل لا يسمح بإقامة أي شعيرة دينية، كل ما يمكن فعله يكون بالتأمل والصمت، ويوجد عدة رسومات لشعوب سكنت الهند مثل الأوروفيل، ولكن المعبد مفتوح لكل الديانات.

## الزوار
منذ إفتتاحه في ديسمبر 1986، استقبل معبد اللوتس العديد من الزائرين، هنود أو أجانب، سواء أكانوا سياحاً أم حجاجاً، رجالاً كانوا أم نساءً، ومن كل الأديان والعقائد. ويستقبل عادة أربعة ملايين زائر في السنة، وخاصة في موسم المهرجانات الهندية.
في العام 2001 صنفته قناة سي إن إن كواحد من أكثر المباني زيارة في العالم.

## معرض الصور

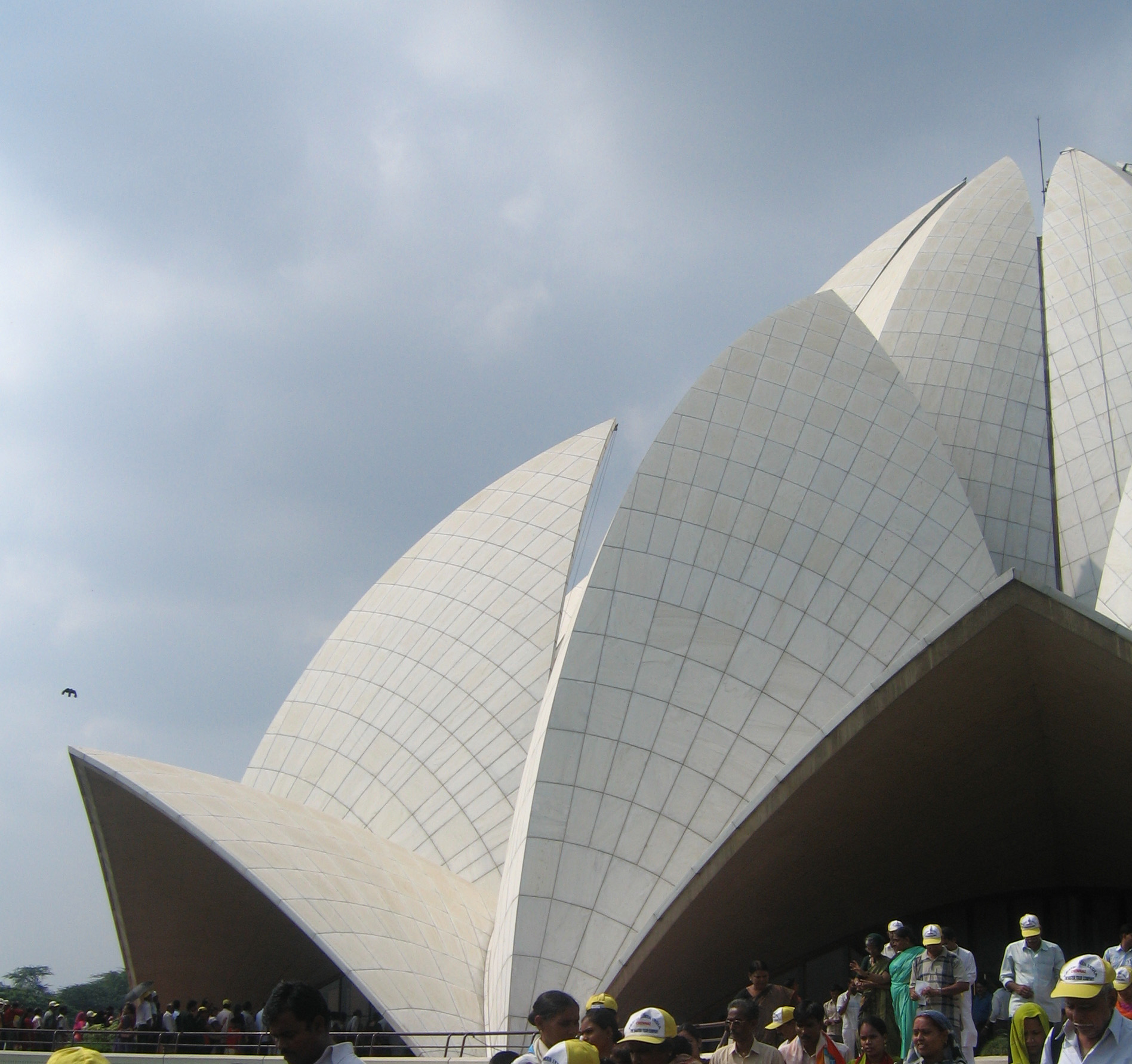
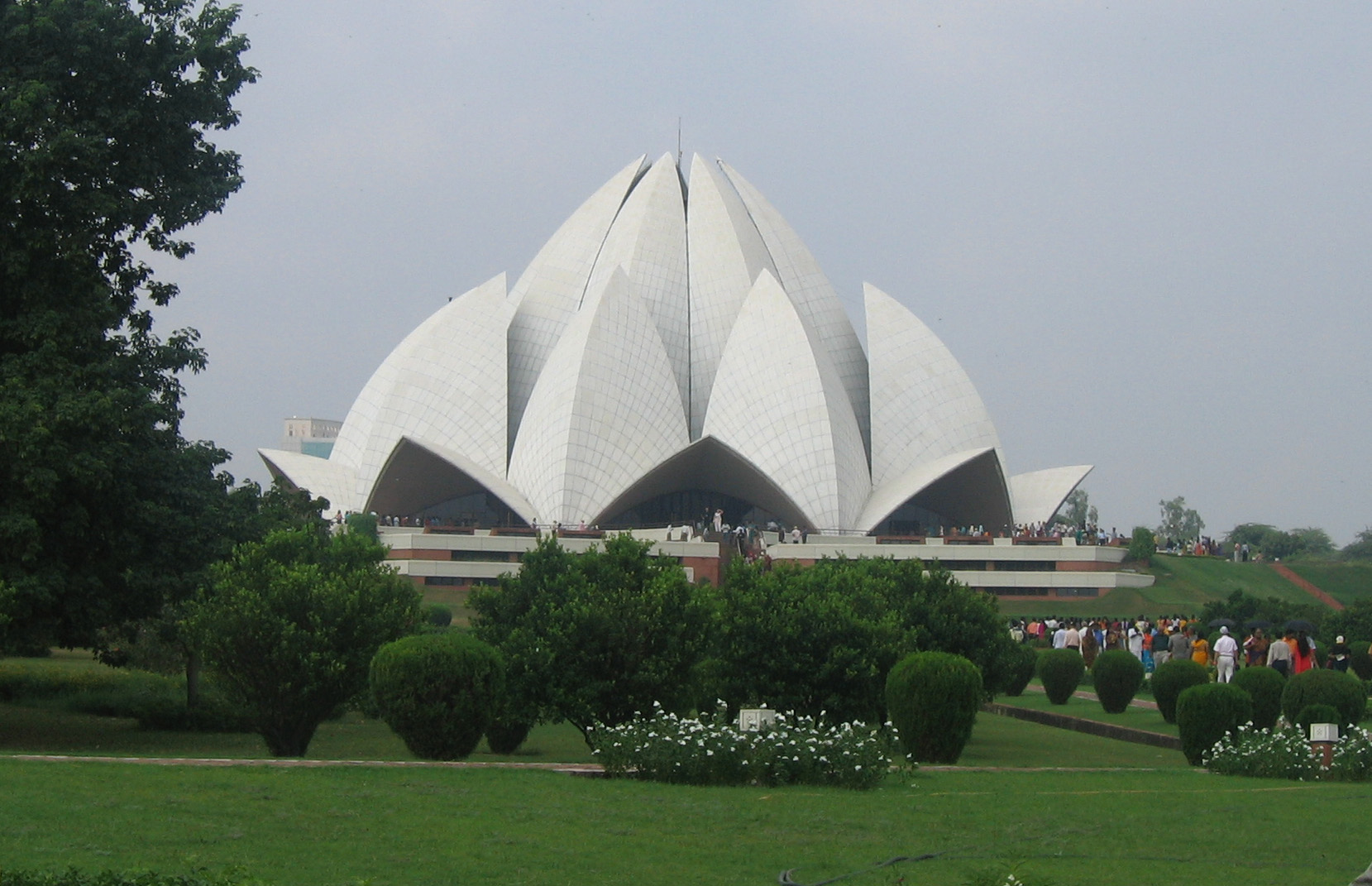
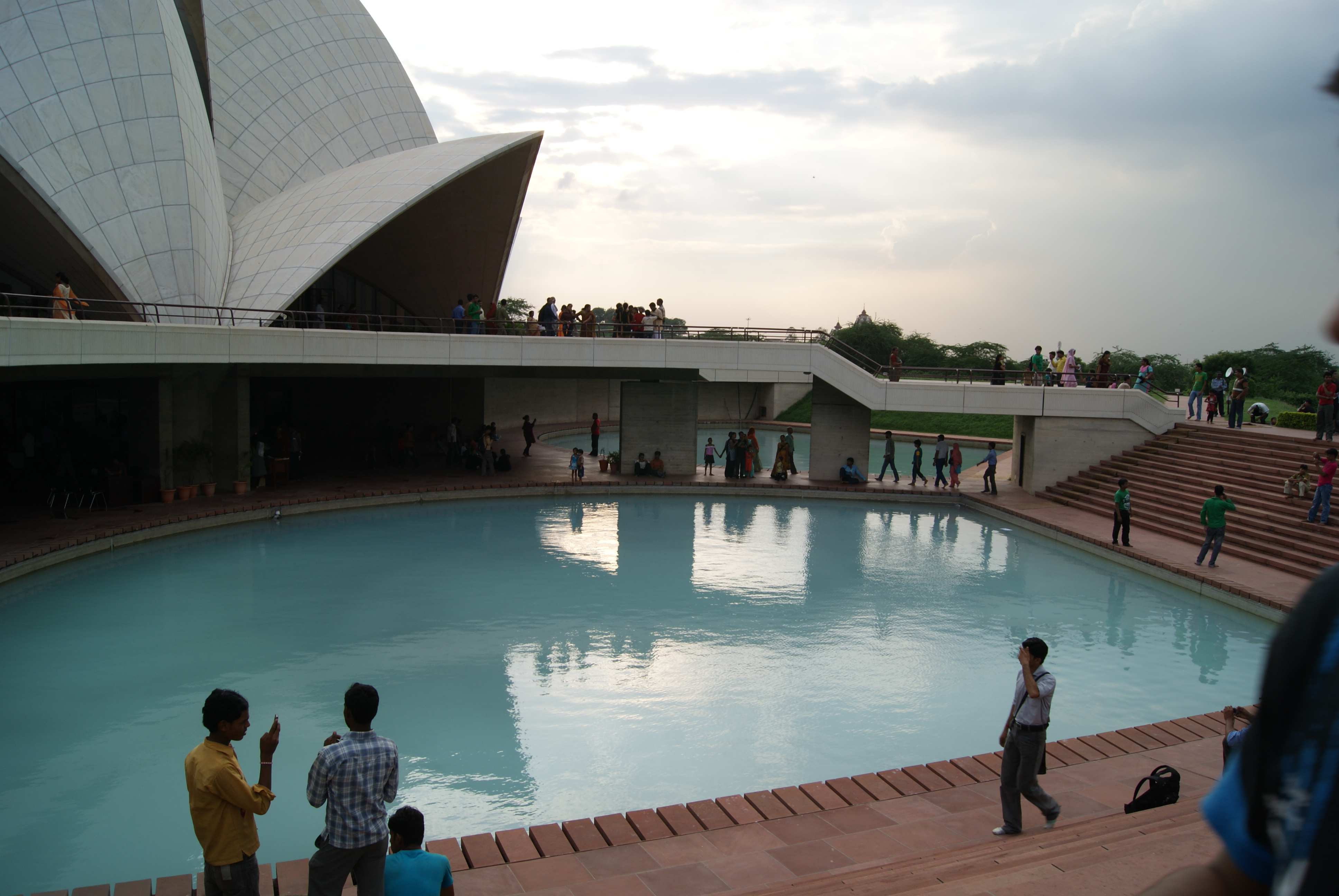
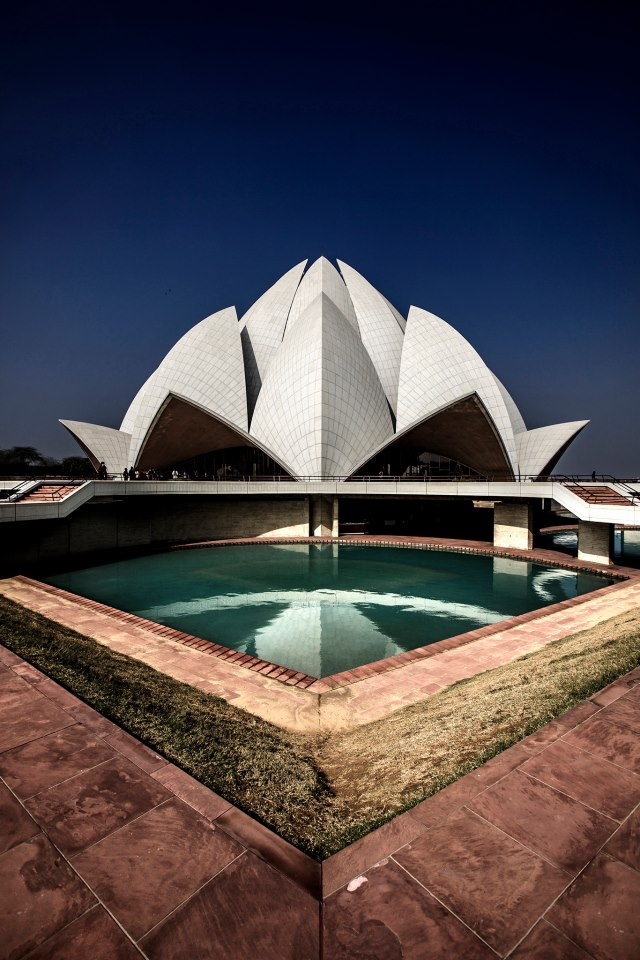
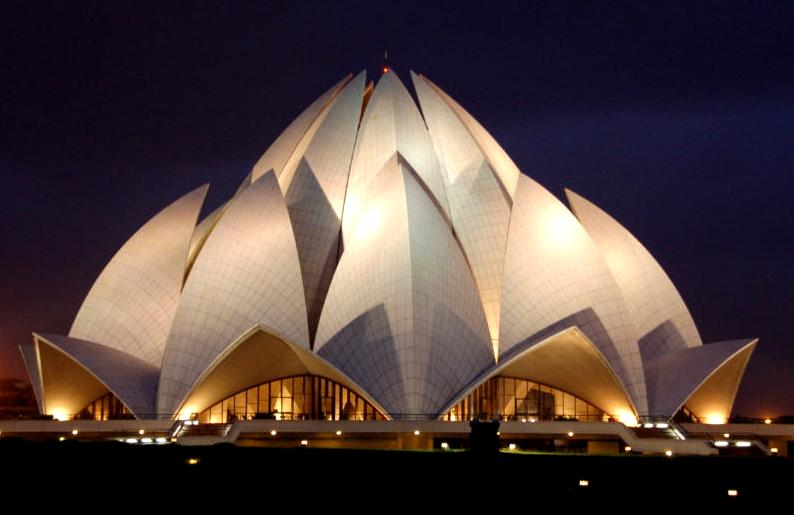
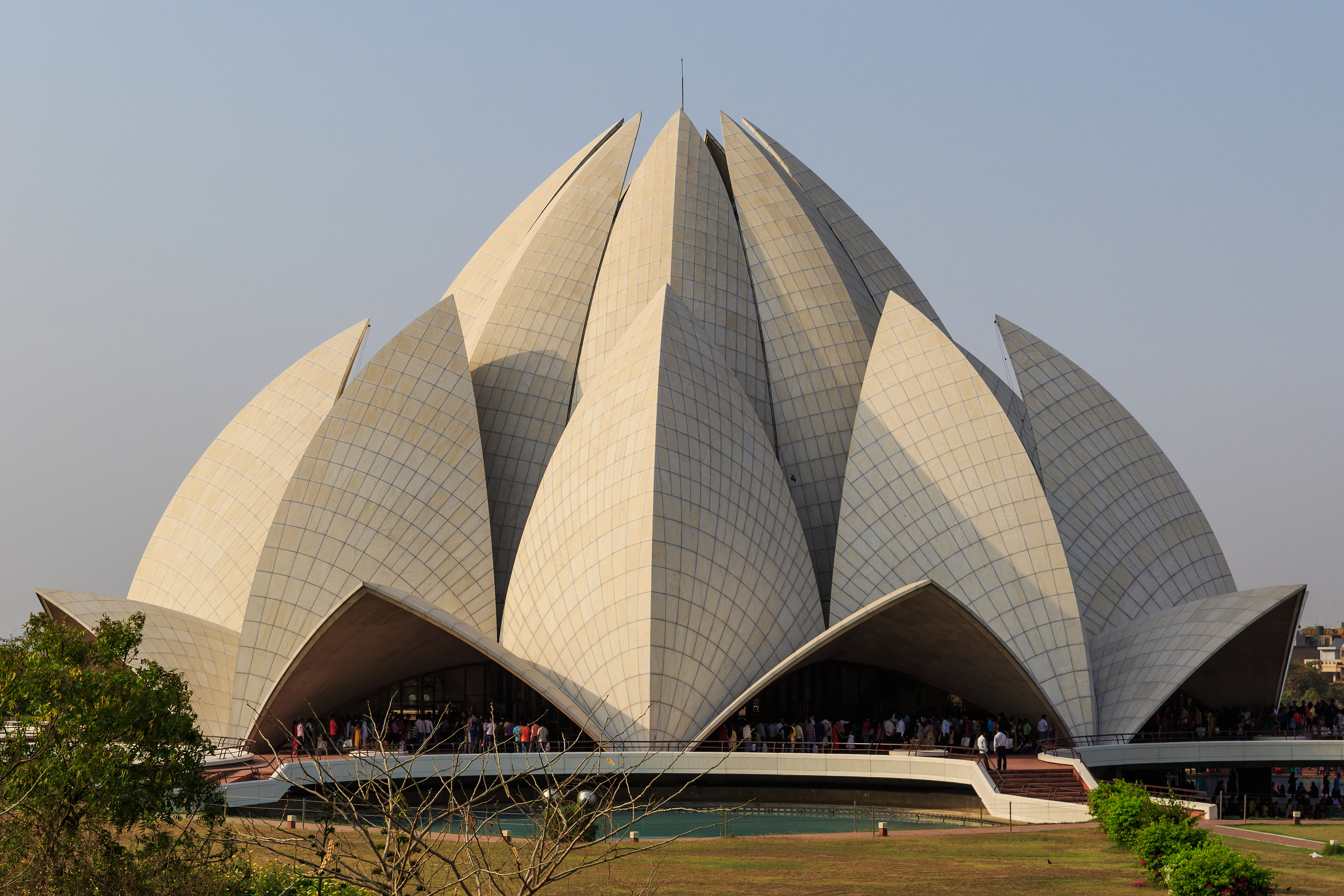

## روابط خارجية
- موقع معبد اللوتس.